# Phyllanthus pavonianus
Phyllanthus pavonianus är en emblikaväxtart som beskrevs av Henri Ernest Baillon. Phyllanthus pavonianus ingår i släktet Phyllanthus och familjen emblikaväxter. IUCN kategoriserar arten globalt som starkt hotad. Inga underarter finns listade i Catalogue of Life.